# Soyatla
Soyatla är en ort i Mexiko.   Den ligger i kommunen Tezonapa och delstaten Veracruz, i den sydöstra delen av landet, 260 km öster om huvudstaden Mexico City. Soyatla ligger 286 meter över havet och antalet invånare är 354.
Terrängen runt Soyatla är varierad. Runt Soyatla är det ganska tätbefolkat, med 56 invånare per kvadratkilometer. Närmaste större samhälle är Cosolapa, 17,0 km öster om Soyatla. I omgivningarna runt Soyatla växer huvudsakligen savannskog.